# لیلا اوهابی
لیلا اوهابی (انگلیسی: Leila Ouahabi؛ زادهٔ ۲۲ مارس ۱۹۹۳) بازیکن فوتبال اهل اسپانیا است.
از باشگاه‌هایی که در آن بازی کرده‌است می‌توان به باشگاه فوتبال زنان بارسلونا، باشگاه فوتبال زنان والنسیا، و باشگاه فوتبال بارسلونا بی اشاره کرد.
وی همچنین در تیم‌های ملی فوتبال Spain women's national under-19 football team، زنان اسپانیا، و Catalonia women's national football team بازی کرده‌است.